# Danny Ecker
Danny Ecker (* 21. července 1977, Leverkusen) je bývalý německý sportovec, atlet, jehož specializací byl skok o tyči. Závodil za atletický oddíl TSV Bayer Leverkusen.
V roce 2007 se stal v Birminghamu halovým mistrem Evropy a vybojoval bronzovou medaili na světovém šampionátu v Ósace. Již dříve získal bronzové medaile na halovém ME 1998 ve Valencii a na halovém MS 1999 v japonském Maebaši.

## Kariéra
Je trojnásobným finalistou letních olympijských her. Na olympiádě v Sydney skončil osmý, v Athénách za výkon 575 cm získal páté místo a v roce 2008 se umístil v Pekingu na šestém místě. Je čtvrtým nejlepším tyčkařem německé historie na dráze, jeho osobním maximem je 593 cm, které skočil v Ingolstadtu. Drží národní rekord v hale. Je jedním z osmi tyčkařů, kteří dokázali v hale překonat hranici šesti metrů. 11. února 2001 v Dortmundu zdolal 600 cm.
Atletickou kariéru ukončil v červnu roku 2012. Kvůli zranění se nemohl zúčastnit domácího šampionátu v Bochumi a tím přišel o možnost bojovat o účast na letních olympijských hrách v Londýně.

### Úspěchy
| Rok  | Závod                              | Místo               | Umístění    | Výkon  |
| ---- | ---------------------------------- | ------------------- | ----------- | ------ |
| 1996 | Mistrovství světa juniorů          | Sydney, Austrálie   | 3.          | 5,30 m |
| 1998 | Halové mistrovství Evropy 1998     | Valencie, Španělsko | 3.          | 5,75 m |
| 1998 | Mistrovství Evropy v atletice 1998 | Budapešť, Maďarsko  | 4.          | 5,76 m |
| 1998 | Finále Grand Prix                  | Moskva, Rusko       | 3.          | 5,80 m |
| 1999 | Halové mistrovství světa 1999      | Maebaši, Japonsko   | 3.          | 5,85 m |
| 1999 | Mistrovství Evropy do 23 let       | Göteborg, Švédsko   | 5. =        | 5,50 m |
| 1999 | Mistrovství světa v atletice 1999  | Sevilla, Španělsko  | 4. =        | 5,70 m |
| 1999 | Finále Grand Prix                  | Mnichov, Německo    | 8.          | 5,50 m |
| 2000 | Letní olympijské hry 2000          | Sydney, Austrálie   | 8.          | 5,80 m |
| 2001 | Mistrovství světa v atletice 2001  | Edmonton, Kanada    | 11.         | 5,65 m |
| 2004 | Letní olympijské hry 2004          | Athény, Řecko       | 5.          | 5,75 m |
| 2005 | Mistrovství světa v atletice 2005  | Helsinky, Finsko    | finále      | NM     |
| 2007 | Halové mistrovství Evropy 2007     | Birmingham, Anglie  | 1.          | 5,71 m |
| 2007 | Mistrovství světa v atletice 2007  | Ósaka, Japonsko     | 3.          | 5,81 m |
| 2007 | Světové atletické finále 2007      | Stuttgart, Německo  | 4.          | 5,81 m |
| 2008 | Letní olympijské hry 2008          | Peking, Čína        | 6.          | 5,70 m |
| 2009 | Halové mistrovství Evropy 2009     | Turín, Itálie       | kvalifikace | 5,65 m |

## Rodina
Sportovní geny zdědil po rodičích. Jeho matka Heide Rosendahlová byla všestranná atletka, která získala na olympiádě v Mnichově v roce 1972 zlato v dálce a štafetě na 4×100 metrů a stříbrnou medaili v pětiboji (100 m přek., vrh koulí, skok do výšky, skok daleký, běh na 800 m). Otec John Ecker býval hráčem basketbalu.